# Frans Frencken
Monseigneur Franciscus Bernardus Josephus Frencken (Oosterhout, 9 juli 1886 - Antwerpen, 29 april 1946) was een rooms-katholieke geestelijke. Als priester vergaarde hij bekendheid door zijn inspanningen om het kerkelijke en sociaal-maatschappelijke leven van zijn tijd te bevorderen. Zo was monseigneur Frencken docent, toneelschrijver, geloofsverkondiger, scholenstichter en kartrekker van vele katholieke comités en verenigingen.

## Loopbaan

### Priester, leraar & toneelschrijver
Nadat Frans Frencken de lagere school afrondde, werd hij in 1898 seminarist aan het kleinseminarie De Ypelaar, onderdeel van het bisdom Breda. Aansluitend studeerde hij theologie en filosofie op het grootseminarie De Hoeven. Op 12 mei 1910 werd Frencken tot priester gewijd. Hij werd aangesteld als kapelaan in het Zeeuwse Lamswaarde. Na een korte tijd van dienst keerde Frencken terug naar Breda en werd docent op het kleinseminarie waar hij zelf ook seminarist was. Op De Ypelaar onderwees hij verschillende vakken aan onder- en bovenbouwklassen. Zo ook gaf hij toneellessen. Aanvankelijk vertaalde Frencken toneelstukken die bij de afsluiting van het schooljaar door seminaristen werden opgevoerd. Later schreef hij ze zelf, waaronder 'Gekruisigd', 'Mimosa', 'Spel van Nieuwenvaart' en 'Pilatus'. Het laatste stuk werd later opgepikt en gespeeld door het beroepstoneel.

### Apostolaat & diaconaat
Behalve voor het onderwijs, spande Frencken zich tevens in voor de groei en bloei van het katholieke geloof in de samenleving. Zo stond hij mede aan de basis van het 'Comité tot bekering van Nederland'. In 1926 werd Frencken door bisschop Hopmans tot directeur van het eucharistische werk in zijn bisdom benoemd. Frenckens apostolaat kreeg verder gestalte in het ten uitvoer brengen van het Nederlandse project van de Eucharistische Kruistocht. Onder leiding van Frencken zette toegewijde leden zich in voor het geestelijk en maatschappelijk welzijn van vaak arme mensen. Frencken streefde in het bijzonder naar de verbetering van werk- en leefomstandigheden van fabrieksmeisjes. Uit deze missie kwam de Vereniging van Catechisten van de Eucharistische Kruistocht voort. Vanuit het gedachtegoed van de katholieke sociale leer heeft de religieuze beweging zich hard gemaakt voor de emancipatie van arbeiders, die zowel binnen als ver buiten het Bredase bisdom invloed had.
Niet alleen het apostolaat, maar ook het diaconaat maakte Frencken zich eigen. Zowel vanuit de Eucharistische Kruistocht als daarbuiten, was Frencken betrokken bij het oprichten van meerdere maatschappelijke instellingen. Zo stichtte hij de School voor Sociale Bedrijfsleiding - later omgedoopt tot Katholieke School voor Maatschappelijk Werk - en realiseerde een opleiding voor gezinsverzorgsters. Ook richtte Frencken een centrale voor wijkwerk op. Veel van Frenckens activiteiten kon hij faciliteren in kasteel Bouvigne. Zo gaf hij aldaar ook cursussen aangaande huwelijk en seksualiteit, maakte het tot vakantieverblijf voor fabrieksmeisjes, liet werkelozen opnieuw scholen en werk vinden en maakte het de uitvalbasis van de door hem gestichte Katholieke Jeugd Vereniging.

### Overlijden & erkenning
Frenckens verdienstelijkheid bleef niet onopgemerkt. In 1935 werd hij door Paus Pius XI - bij de gelegenheid van zijn zilveren priesterfeest - benoemd tot geheim kamerheer. Dit leverde hem de eretitel op van monseigneur. Na de Tweede Wereldoorlog nam Frencken deel aan de Bisschoppelijke Hulpactie en Nederlands Volksherstel. Frencken had psychisch zwaar geleden onder de oorlog en overleed in 1946. Zijn ijver en inzet voor een betere wereld vormde in 1953 de aanleiding om de toen nieuwe school voor H.B.S. en M.M.S. in Oosterhout naar hem te vernoemen: het Monseigneur Frencken College. De door de Broeders van Huijbergen gestichte school biedt thans onderwijs op havo- en vwoniveau. Ook zijn er straatnamen naar de monseigneur vernoemd in de Brabantse plaatsen Oosterhout, Breda, Nuenen, Roosendaal, Hoogerheide en Best.